# Säätö
Oy Säätö Ab är ett finländskt företag som grundades 1969 sedan dess har verkat som ett importföretag och marknadsfört teknisk utrustning till industrin. Företaget grundades i Helsingfors, flyttade 1992 till Esbo och finns sedan 2002 i Vanda. Omsättningen 2023/2024 var 7,9 miljoner euro.
I Säätös urval av teknisk utrustning ingår regler- och avstängningsventiler, säkerhetsventiler, backventiler, flödesmätare och -vakter för gaser och vätskor, nivåmätare och -vakter, sprängbleck och -paneler samt flamskydd.
Säätö säljer även tjänster i form av helhetsleveranser, ihopsättning, montering, dimensionering, uppkörningsassistans, service och manualer samt dokumentering.